# Steve Carr
Steven Harold Carr, detto Steve (New York, 7 aprile 1965), è un regista e produttore cinematografico statunitense.

## Biografia
Dopo aver studiato belle arti con una borsa di studio alla School of Visual Arts di Manhattan, Carr ha fondato lo studio di design The Drawing Board. Carr convinse Russell Simmons a lasciargli progettare tutte le copertine degli album per Def Jam Records. Iniziò a dirigere video musicali, tra cui Hard Knock Life (Ghetto Anthem) di Jay‑Z.
Dopo aver diretto numerosi videoclip, Ice Cube ingaggiò Carr per realizzare il sequel del suo film di successo Friday. Il film, la commedia a carico di R Next Friday, fu il primo lungometraggio diretto da Carr. Successivamente ha diretto i film Il dottor Dolittle 2, L'asilo dei papà, Finalmente a casa, Un allenatore in palla e Il superpoliziotto del supermercato.
Ha anche diretto un segmento in Movie 43 e prodotto esecutivamente il telefilm del 2006 Santa Baby, con Jenny McCarthy, insieme al suo sequel Santa Baby - Natale in pericolo. Fu inoltre, per un certo periodo, coinvolto nella regia di National Security - Sei in buone mani, con Martin Lawrence e Steve Zahn, e di una precedente trasposizione cinematografica di Iron Fist.

## Filmografia

### Regista

#### Cinema
- Next Friday (2000)
- Il dottor Dolittle 2 (Dr. Dolittle 2) (2001)
- L'asilo dei papà (Daddy Day Care) (2003)
- Un allenatore in palla (Rebound) (2005)
- Finalmente a casa (Are We Done Yet?) (2007)
- Il superpoliziotto del supermercato (Paul Blart: Mall Cop) (2009)
- Held Up, co-regia di Arthur Mulholland (2010)
- Comic Movie (Movie 43), co-regia collettiva (2013) - (episodio "The Proposition")
- Scuola media: gli anni peggiori della mia vita (Middle School: The Worst Years of My Life) (2016)

#### Televisione
- The Minor Accomplishments of Jackie Woodman – serie TV, episodi 2x03-2x04-2x05 (2007)
- Tit for Tat – serie TV, episodi 1x01 (2009)
- Players – serie TV, episodi 1x06-1x07 (2010)
- Freaky Friday – film TV (2018)